# Music Is My Radar
«Music Is My Radar» —en español: «La música es mi radar»— es una canción de la banda británica Blur. Como single, alcanzó el número 10 en el Reino Unido. Fue lanzado en apoyo de la compilación de grandes éxitos de la banda, Blur: The Best Of, en la que era la única canción que no había aparecido previamente en un álbum. Una versión alternativa llamada «Squeezebox» apareció en 2012 en uno de los CD de rarezas de la colección de cajas Blur 21, lanzado para celebrar el 21 aniversario del lanzamiento de su álbum debut, Leisure. 
El músico nigeriano Tony Allen, que se menciona repetidamente en la letra, más tarde colaboró con el líder de Blur, Damon Albarn, en The Good, the Bad & the Queen (2007) y Merrie Land (2018). 

## Recepción
El crítico de Pitchfork, Richard M. Juzwiak, describió la canción como «verdaderamente una de las mejores de Blur», y agregó: «Es minimalista, maravilloso, y combina el viejo y brillante Blur con el nuevo y ruidoso Blur, perfectamente». Daniel Durchholz de Wall of Sound lo calificó de «vital», mientras que Stephen Thomas Erlewine, menos entusiasmado, lo consideró «bueno, no excelente».
Por el contrario, Graham Reed de Drowned in Sound llamó a la canción un «error creativo» que está «desprovisto de tono o melodía», mientras que el crítico de la NME Steve Sutherland lo calificó como un «con esto bastará de golpe Talking Headsy».

## Video musical
El video muestra a Blur en un programa de entrevistas «Variety Hour» inspirado en las décadas de 1960 y 1970, donde se sientan en un sofá (incrustado en el piso rojo) mientras un grupo de bailarines en trajes MOD-esque negros (hombres) y blancos (mujeres) actúan. Una rutina de baile para acompañar la canción durante un intervalo de descanso. La coreografía de baile en sí fue ejecutada por Blanca Li.
El video musical no estaba incluido en el VHS/DVD Blur: The Best Of, pero estaba en la caja recopilatoria Blur 21 en 2012. 

## Lista de canciones
- CD 1

1. «Music Is My Radar» (radio edit) - 4:21
2. «Black Book» - 8:30
3. «Headist» / «Into Another» (en vivo) - 3:45

- CD 2

1. «Music Is My Radar» (radio edit) - 4:21
2. «7 Days» (en vivo) - 3:28
3. «She's so High» (en vivo) - 4:45

- Casete

1. «Music Is My Radar» (radio edit) - 4:21
2. «Black Book» - 8:30
3. «She's So High» (en vivo) - 4:45

- 12"

1. «Music Is My Radar» (versión del álbum) - 5:29
2. «Black Book» - 8:30

- CD (Japón y Europa)

1. «Music Is My Radar» (radio edit) - 4:21
2. «Black Book» - 8:30
3. «7 Days» (en vivo) - 3:28
4. «She's So High» (en vivo) - 4:45

- «Headist» / «Into Another» y «7 Days» fueron grabados para la sesión nocturna de Radio One. Primera fecha de transmisión 5 de mayo de 1992.
- «She's So High» fue grabada para el programa Mark Goodier de Radio One. Primera fecha de transmisión 24 de junio de 1990.

## Personal
- Damon Albarn - voz, sintetizador, guitarra acústica
- Graham Coxon - guitarra eléctrica
- Alex James - bajo
- Dave Rowntree - batería
- "Music Is My Radar" producida por Blur y Ben Hillier
- "Black Book" producido por Chris Potter